# Saint-Just-Saint-Rambert
Saint-Just-Saint-Rambert ist eine französische Gemeinde mit 15.579 Einwohnern (Stand 1. Januar 2022) im Arrondissement Montbrison im Département Loire in der Region Auvergne-Rhône-Alpes. Das Bureau centralisateur des gleichnamigen Kantons befindet sich in Saint-Just-Saint-Rambert.
Die Gemeinde erhielt 2022 die Auszeichnung „Eine Blume“, die vom Conseil national des villes et villages fleuris (CNVVF) im Rahmen des jährlichen Wettbewerbs der blumengeschmückten Städte und Dörfer verliehen wird.

## Geografie
Saint-Just-Saint-Rambert liegt beiderseits der Loire. Saint-Rambert-sur-Loire am westlichen, Saint-Just-sur-Loire am östlichen Ufer. Die Gemeinde liegt in der Ebene von Forez, zwischen 10 und 15 Kilometer nordwestlich von Saint-Étienne.
Im nahegelegenen Stausee Lac de Grangent liegt die Île de Grangent.
Die Gemeinde besaß einen Bahnhof an der Bahnstrecke Moret-Veneux-les-Sablons–Lyon-Perrache, welcher heutzutage nicht mehr bedient wird. An diesem zweigen auch die Bahnstrecke Clermont-Ferrand–Saint-Just-sur-Loire und Bahnstrecke Saint-Just-sur-Loire–Fraisses-Unieux ab.

## Geschichte
1973 wurde die Gemeinde aus den beiden früheren Gemeinden Saint-Just-sur-Loire und Saint-Rambert-sur-Loire gebildet. Noch heute führt die Gemeinde ein Doppelwappen (mit dem früheren Wappen von Saint-Rambert links und Saint-Just rechts).

### Saint-Just-sur-Loire
Saint-Just ist ein Ort mit langer industrieller Tradition. Schon früh siedelten sich metallverarbeitende Betriebe an. Färbereien und Glasherstellung boten den Bewohnern der Region Arbeitsplätze. So stellte die Verrerie de Saint-Just ab 1826 mundgeblasene Flachgläser und Kirchenfenster her. Ausschlaggebend für die Wahl des Standorts waren die Sandvorkommen der Loire und die unweit, bei Saint-Étienne, liegenden Kohlenbergwerke. 1865 erwarb Mathias André Pelletier das Unternehmen und führte zahlreiche Neuerungen ein, bei seinem Tod 1885 ging es an seine Söhne über. Ab 1926 kooperierte der Betrieb mit der Compagnie de Saint-Gobain. Die Verrerie Saint-Just konnte in der Folge namhafte Glasmaler engagieren, darunter beispielsweise um 1937 Auguste Labouret.

### Saint-Rambert-sur-Loire
Aus dem gallorömischen Oppidum Occiacum wurde das spätere Saint-Rambert-sur-Loire, das nachweislich ab 1078 die Reliquien des heiligen Ragnebert († 680) beherbergte.

### Bevölkerungsentwicklung
| Jahr                       | 1975 | 1982   | 1990   | 1999   | 2010   | 2017   |
| -------------------------- | ---- | ------ | ------ | ------ | ------ | ------ |
| Einwohner                  | 9010 | 10.533 | 12.299 | 13.192 | 14.172 | 15.083 |
| Quellen: Cassini und INSEE |      |        |        |        |        |        |

## Sehenswürdigkeiten
- Kirche Saint-André in Saint-Rambert aus dem 11. Jahrhundert, seit 1891 als Monument historique klassifiziert
- Kirche Saint-Just
- Kapelle Saint-Jean aus dem 11. und 12. Jahrhundert, seit 1972 als Monument historique eingeschrieben
- Tor, genannt „de Franchise“ in Saint-Rambert aus dem 15. Jahrhundert, seit 1929 als Monument historique eingeschrieben
- Burgruine Grangent auf der Île de Grangent aus dem 12. Jahrhundert, seit 1945 als Monument historique eingeschrieben
- Schloss La Baraillère aus dem 14. Jahrhundert
- Schloss La Merlée von 1767
- Rathaus aus dem 17. Jahrhundert

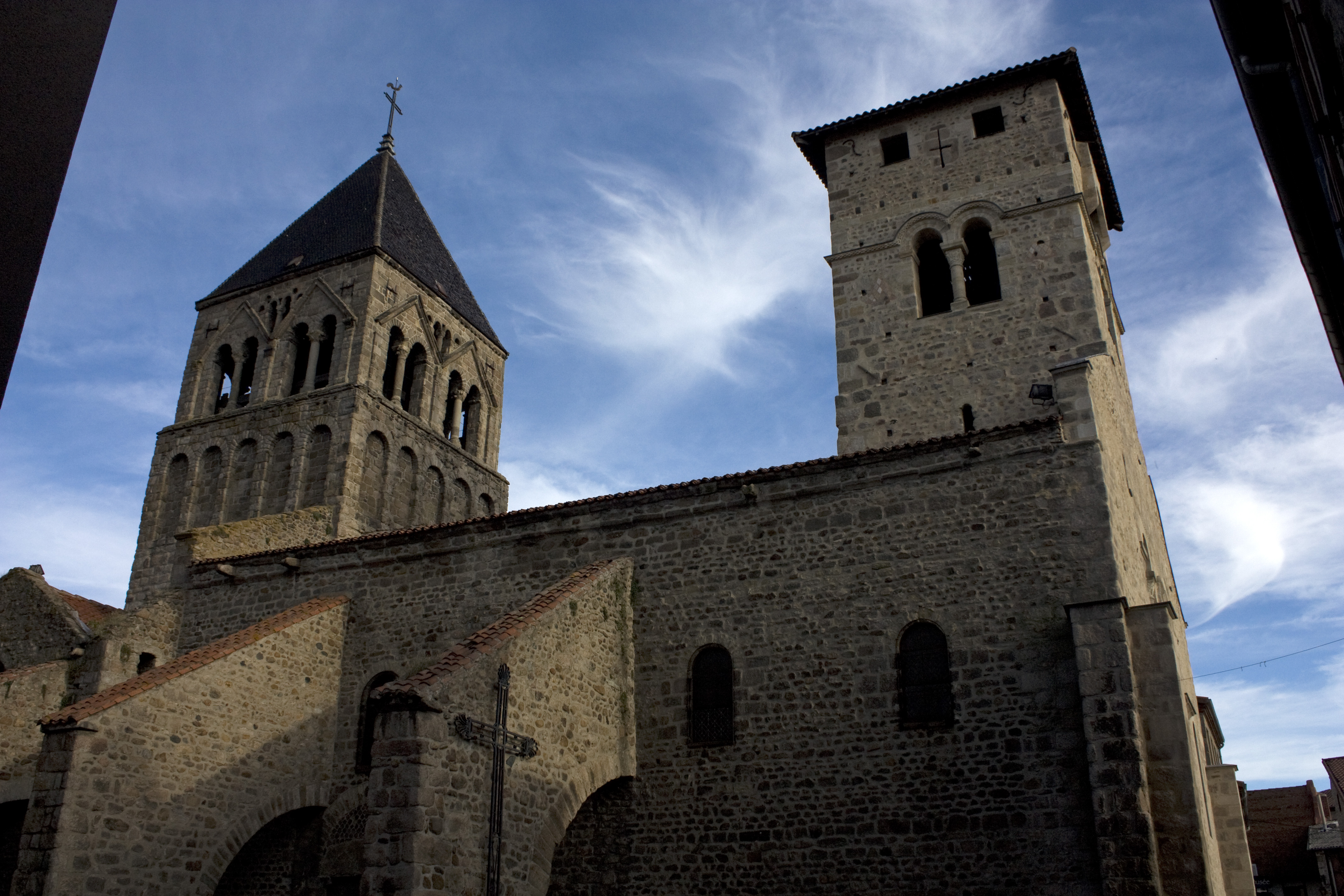
Kirche Saint-André, Glockenturm und Turm des ehemaligen Priorats
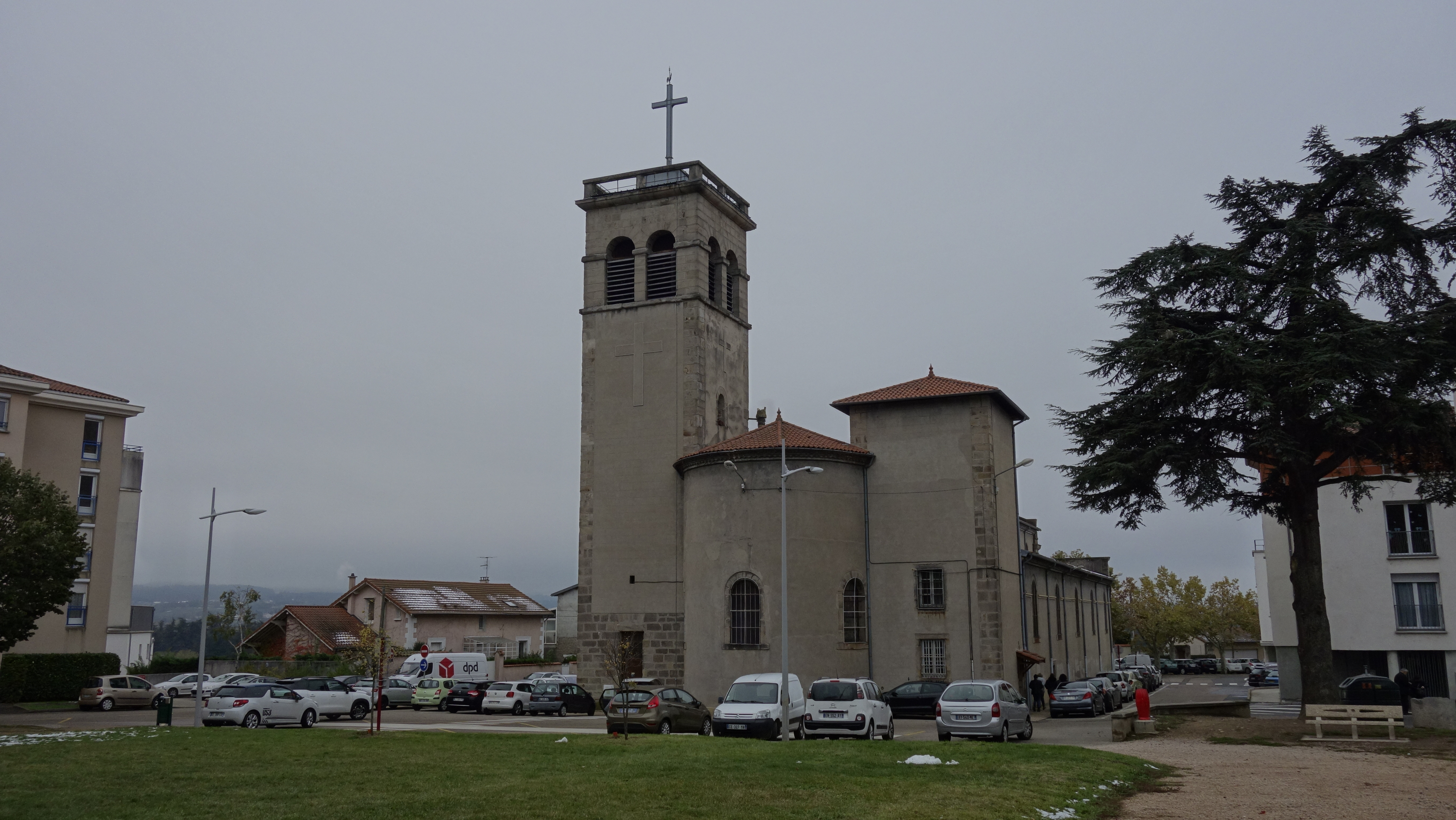
Kirche Saint-Just
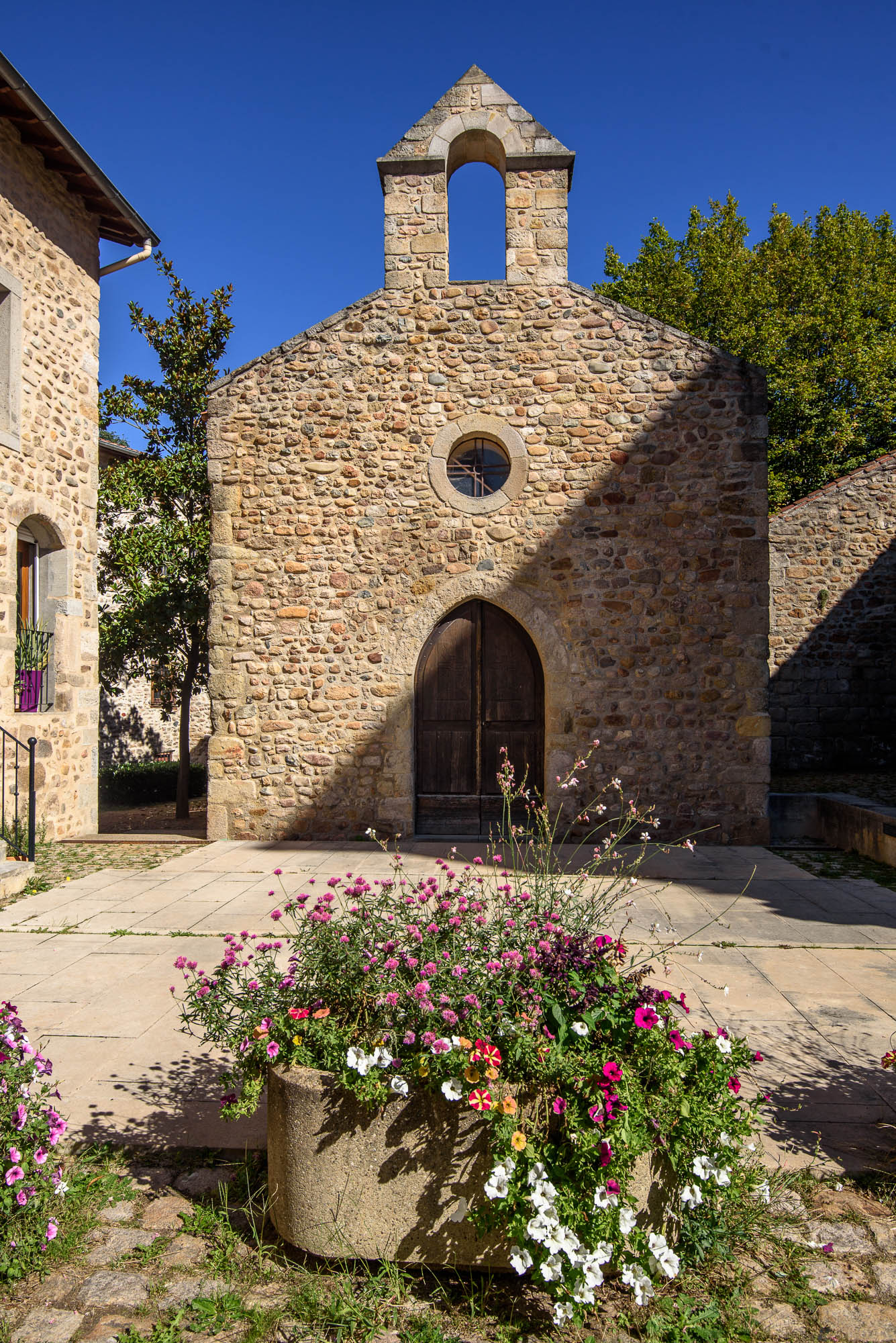
Kapelle Saint-Jean
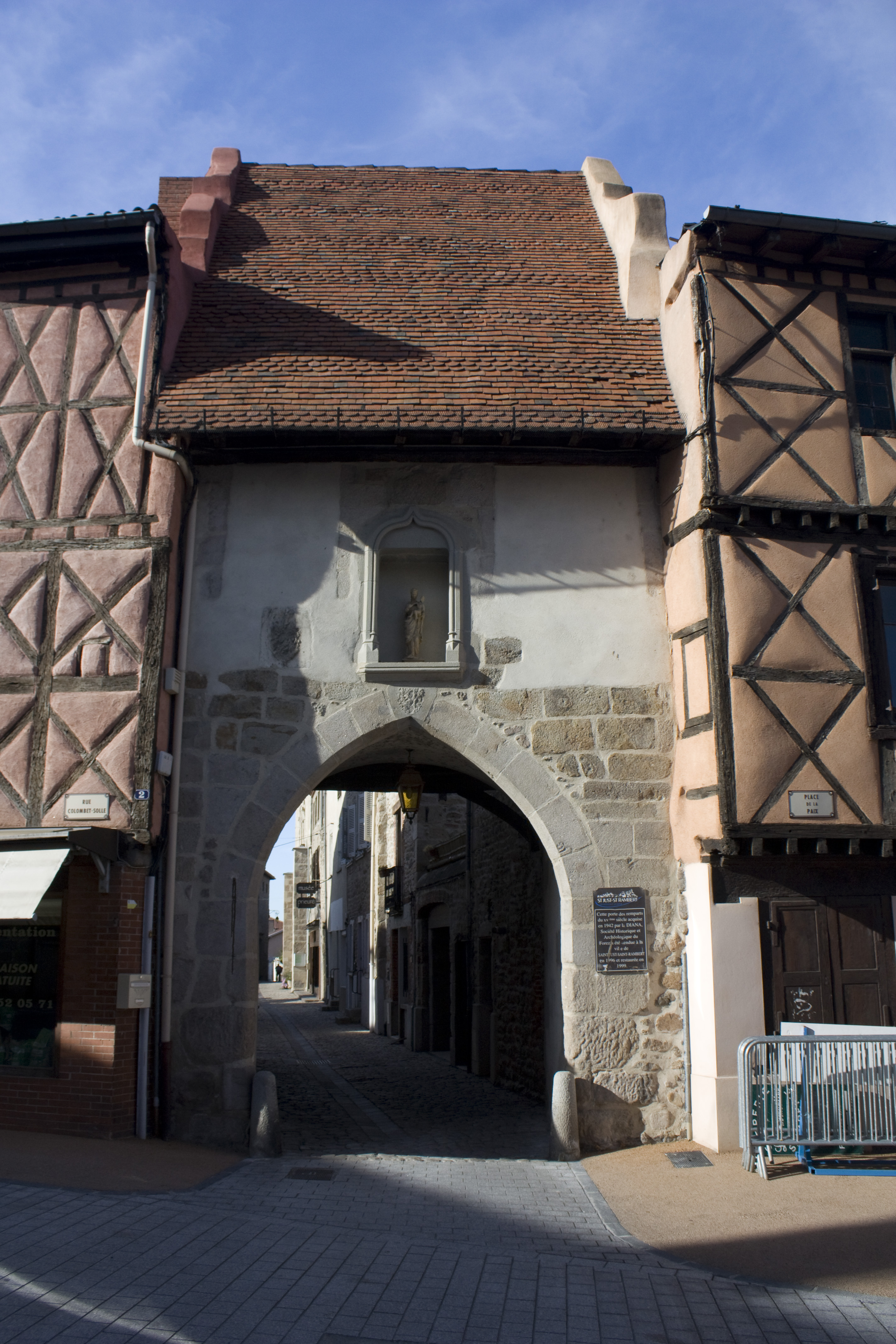
Tor „de Franchise“
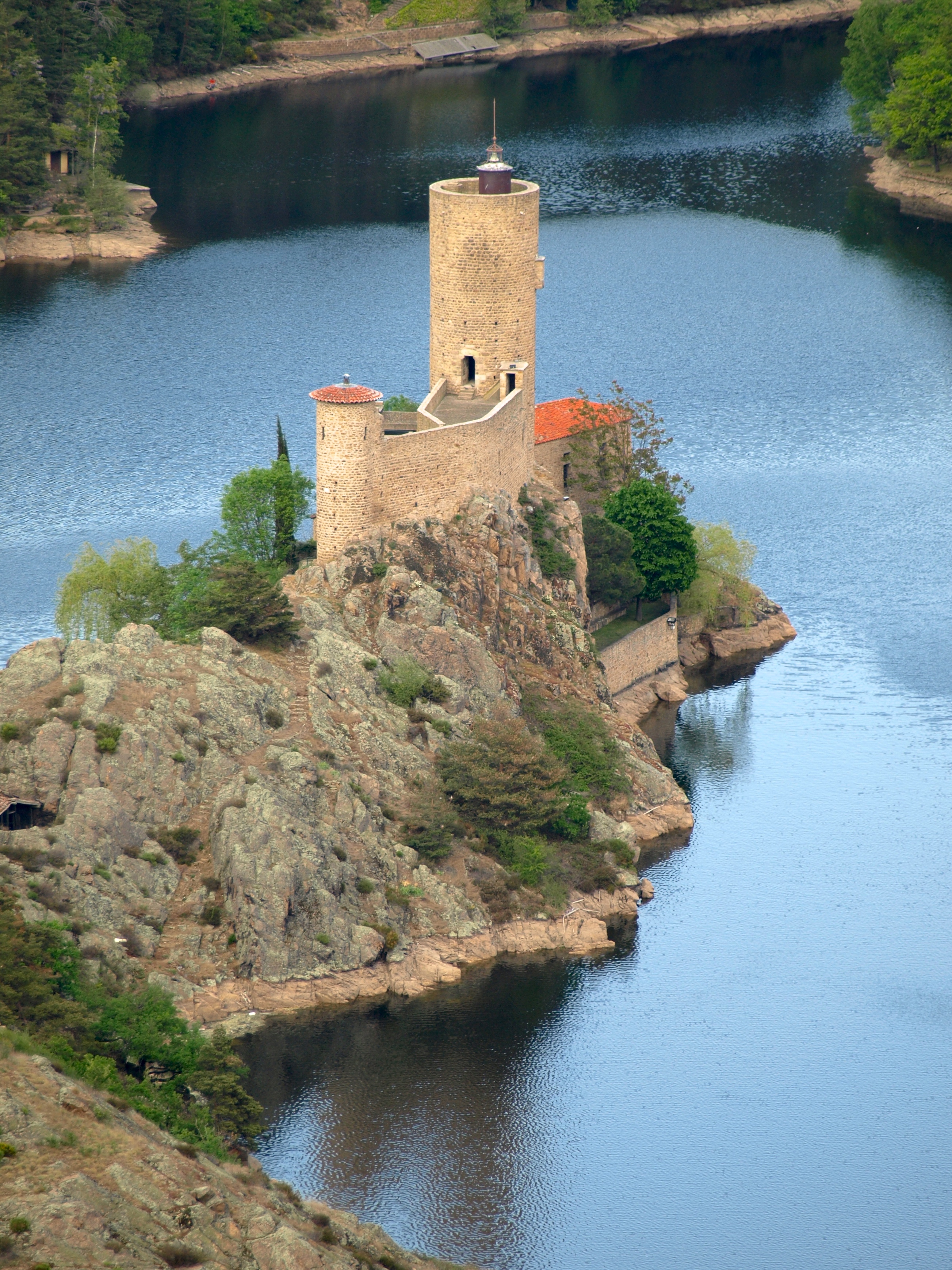
Burgruine Grangent

## Städtepartnerschaft
- Târgu Neamț, Westmoldau, Rumänien